# Axarko
Axarko est un personnage ou une créature de la mythologie basque. À lui seul, c'est la personnification du renard.

## Légende
Sur une branche d'arbre se trouvait le corbeau avec ses petits.

Axarko et Otsoko sont apparus.

Voyant Beleko dans l'arbre, Axarko s'approcha de lui.

-Bonjour Beleko! Jetez-moi un de vos fils.

Mais le corbeau ne descendit vers le bas aucun de ses fils.

-Voyons jetez-en un ; sinon, en secouant l'arbre, je les ferai tous tomber.

Pour qu'il [le renard] ne fasse pas tomber tout le monde, [le corbeau] jeta un de ses enfants à terre.

Mais Axarko, ayant mangé ce bébé corbeau, en voulait un autre.

Beleko l'ignora, mais enfin, craignant que l'arbre ne le secoue, il les jeta sur lui, l'un après l'autre.

Quand Axarko les eut tous mangés, il partit avec Otsoko ; et ils découvrirent sur la route un homme qui parlait à un autre, et cet homme portait du fromage dans un panier.

Axarko, voyant les fromages s'approcher furtivement, les vola.

Puis il dit au loup :

-Tu aimes le fromage ?

-Oui, Axarko, j'aime beaucoup.

-Alors approchez-vous de cet homme, et sortez-les du panier.

Otsoko alla voler du fromage; mais alors qu'il allait s'approcher, l'homme l'a vu et [il], se rendant compte qu'il n'y avait plus de fromages dans le panier, Otsoko fut battu avec des bâtons.